# Karangwangkal
Karangwangkal is een bestuurslaag in het regentschap Banyumas van de provincie Midden-Java, Indonesië. Karangwangkal telt 5084 inwoners (volkstelling 2010).